# デワン・バハサ・ダン・プスタカ図書館
言語図書局図書館（マレー語：Perpustakaan Dewan Bahasa dan Pustaka、英語：Dewan Bahasa dan Pustaka Library, Dewan Bahasa and Pustaka Brunei Library）は、ブルネイ・ダルサラーム国の国立図書館である。略称はDBP。首都・バンダルスリブガワンに位置する。

## 概要
ブルネイの中核を成す図書館であり、公務員や研究者らのよりどころとなっている。図書館員は152人で15人が専門家であるが、多くは国外の大学で図書館学の学位を取得している。2001年末現在、蔵書は498,203冊である。同年の来館者数は342,876人に達する。
バンダルスリブガワンに本館を、ブライト地区クアラブライト、同地区セリア、ツトン地区、テンブロン地区に分館を置いている。また、移動図書館が国内43地点を巡回している。

## 役割
国立図書館として、以下の役割を負う。
- 図書や出版物の利用を促進すること
  - 図書の貸し出し - 1人4冊2週間以内
- ブルネイ国内で刊行された図書類及びブルネイに関する図書類（国外で刊行されたものを含む）の収集・保存
- 傷みやすい図書の製本
  - 政府機関の書類や大学生の論文の製本も請け負う。
- 目録の編集
- 新しく入荷した図書の目録の出版
- 図書館員の育成・訓練

## 歴史
ブルネイ初の図書館は情報省（Information Service Department）の付属施設として1953年に開館した。同施設は新聞・雑誌・リーフレット・図書の収集を行った。また、クアラブライト（1953年）、ブルネイ市（現在のバンダルスリブガワン、1954年）、テンブロン地区（1957年）、セリア（1973年）に相次いで図書閲覧室が開設された。
言語図書局図書館は、1963年に開館したが、当初は25人の職員のうち館長と副館長の2人しか専門家がいなかった。また団体のスタッフのみに開放していた。しかし国内の公共図書館が不足していたため、1970年から一般の人も利用可能となった。また、1973年から1977年にかけて4つの分館が設置された。

## 課題
ブルネイでは図書館を託児所代わりに使う親がおり、中には2歳の子どもが半日ほど図書館に置いて行かれることもあるという。1日50人ほどの子どもが来館しており、中にはトイレの使い方が分からない子や病気を患った子もおり、図書館員は対応に苦慮する一方で、これを機に読書好きを育てようと肯定的にも捉えている。また子ども達は、「ここにこれば友達に会えるから寂しくない」と話しているほか、親も「読書を楽しんだり、図書館が教育活動を提供してくれるのでここに連れてきて良かった」とブルネイ・タイムズの取材に答えている。